# Evonik Industries

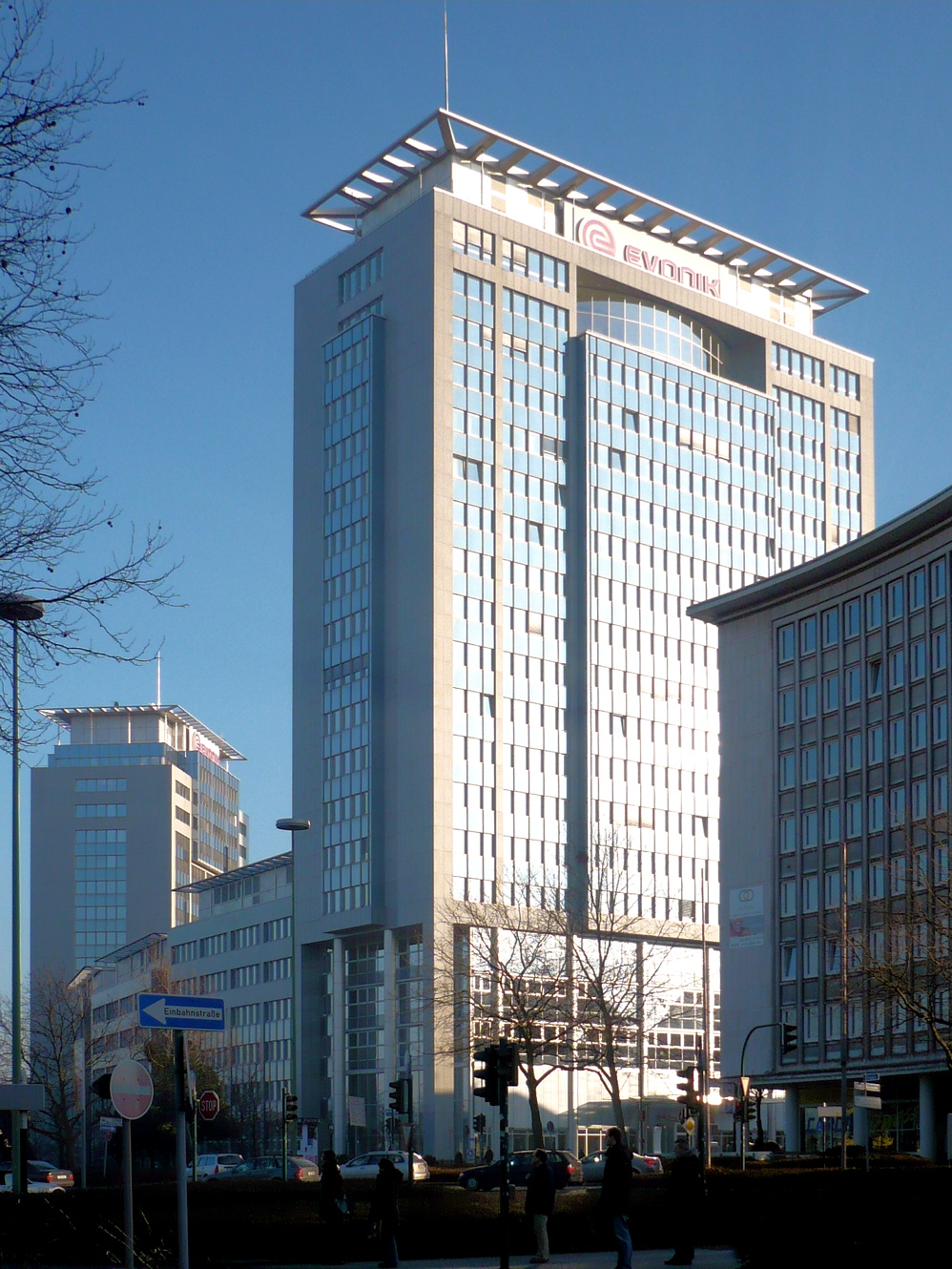
Firmensitz in Essen

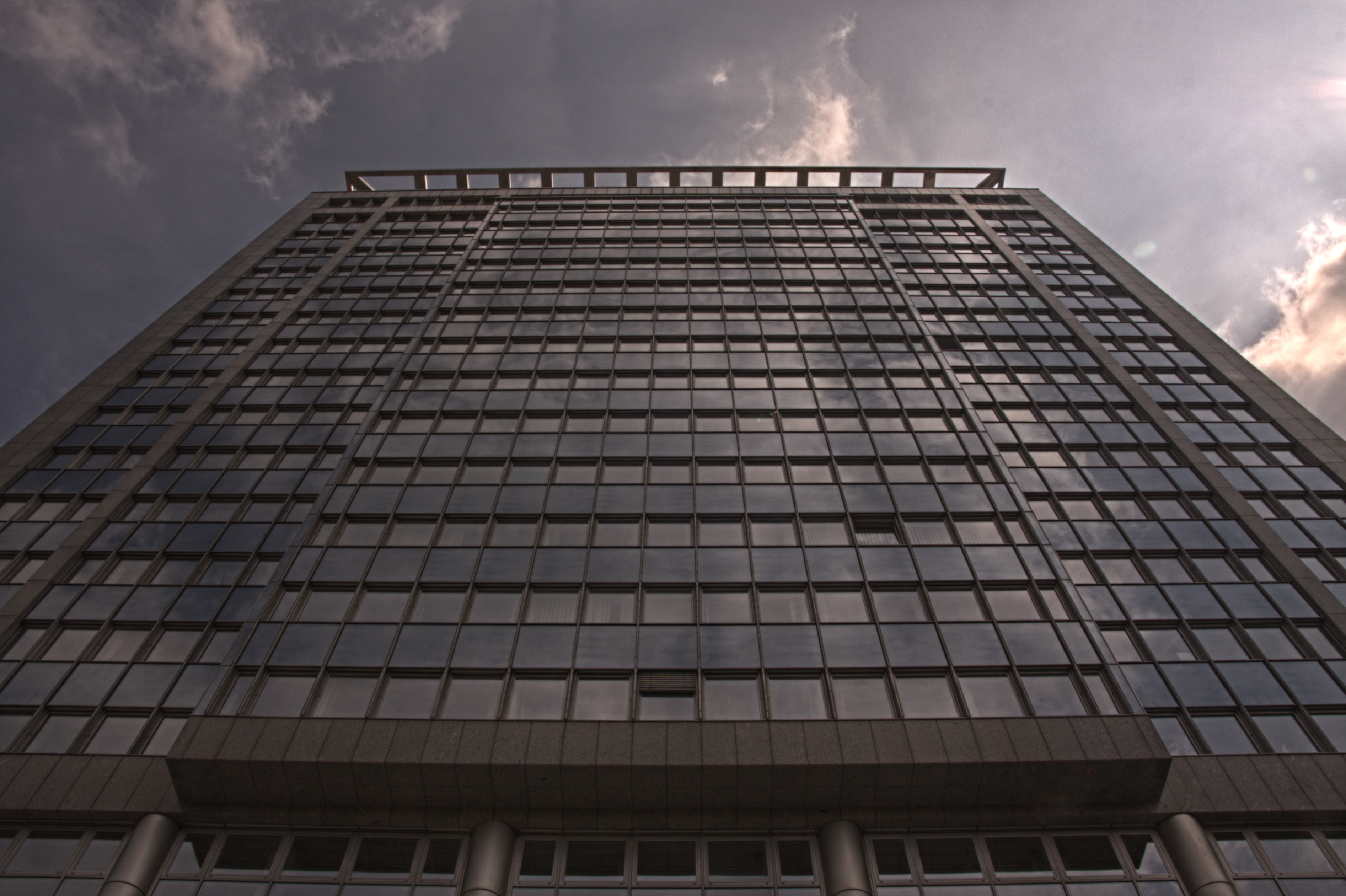
„Stürzende“ Architektur des Evonik Hochhauses

Die Evonik Industries AG [eˈvɔnɪk] mit Sitz in Essen ist ein börsennotiertes deutsches Unternehmen. Sie ging 2006 aus dem sogenannten „weißen Bereich“ (Chemie, Energie und Immobilien) der RAG Aktiengesellschaft (ehemals Ruhrkohle AG) hervor. Nach Veräußerungen von Unternehmensteilen konzentriert sich die Evonik Industries auf die Bereiche Spezialchemie und Hochleistungsmaterialien, die im Wesentlichen auf die Degussa zurückgehen. Mit einem Umsatz von 15,2 Mrd. Euro im Geschäftsjahr 2024 und rund 32.000 Mitarbeitern ist Evonik das drittgrößte deutsche Chemieunternehmen und gehört zu den weltweit führenden Unternehmen der Spezialchemie. Der größte Evonik-Standort ist der Chemiepark Marl. Hauptaktionär ist die RAG-Stiftung.

## Geschäftstätigkeit
Die Evonik Industries erwirtschaftete mit 31.930 Mitarbeitern (Stand: 31. Dezember 2024) im Jahr 2024 einen Umsatz von 15,2 Milliarden Euro und ein Ergebnis vor Zinsen und Steuern (EBIT) von 577 Millionen Euro. 83 % des Umsatzes generierte das Unternehmen im Ausland, vor allem in Nordamerika (24 %) und in Asien-Pazifik (22 %). Evonik Industries ist in mehr als 100 Ländern tätig und produziert in 27 Ländern.

## Konzernstruktur
Seit 2025 gliedert sich der Konzern in drei Segmente.
- Evonik Industries AG:
  - Custom Solutions
  - Advanced Technologies
  - Infrastructure

Das operative Chemiegeschäft in Form der Business Lines wird in den drei Segmenten Custom Solutions, Advanced Technologies und Infrastructure gebündelt. 

### Custom Solutions
Das Segment Custom Solutions (dt. maßgeschneiderte Lösungen) unter der Leitung von Lauren Kjeldsen konzentriert sich auf innovationsgetriebene, maßgeschneiderte Lösungen für Kunden in spezifischen Wachstumsmärkten. Technologieplattformen wie die Biotechnologie und die Silikontechnologie werden geschäftsübergreifend genutzt. Innovationen konzentrieren sich auf die für Evonik wichtigen Innovationswachstumsfelder Biosolutions und Circular Economy. Zum Segment gehören die Business Lines Comfort & Insulation, Interface & Performance, Coating Additives, Coatings & Adhesive Resins, Catalysts und Oil Additives, die zusammen die Gruppe „Additives bilden“. Die Business Lines Care Solutions, Health Care gehören zur Life-Science-Einheit “Health & Care”.

### Advanced Technologies
Das Segment Advanced Technologies unter der Leitung von Claudine Mollenkopf umfasst Geschäfte, in denen Evonik durch hohe Technologiekompetenz eine führende Position in globalen Märkten einnimmt. Viele Neuerungen bei Advanced Technologies betreffen die Innovationswachstumsfeld Energy Transition und Circular Economy von Evonik. Die Business Lines Crosslinkers und High Performance Polymers gehören zur Einheit „Organics“. Die Business Lines Smart Effects und Active Oxygens bilden zusammen die Einheit „Inorganics“. Darüber hinaus gehört die Business Line Animal Nutrition zum Segment Advanced Technologies. 

### Infrastructure
Das Segment Infrastructure unter der Leitung von Thomas Wessel bündelt die standortbezogenen Infrastruktur-Aktivitäten der Business Lines Marl und Wesseling und wird ergänzt um die Business Line Oxeno, ein führendes Unternehmen in der C4-Chemie. Die Business Lines Marl und Wesseling bieten an den beiden Multi User Standorten erfolgreich Infrastrukturdienstleistungen sowohl für externe als auch interne Kunden an. Gemeinsam verfügen die Standorte über eine hohe Expertise hinsichtlich der Komplexität des Geschäfts mit der Chemie sowie über das fundierte Know-how, um es zu betreiben.
Im Zuge der strategischen Ausrichtung auf Produkte der Spezialchemie hat Evonik 2019 den Methacrylat-Verbund an die Beteiligungsgesellschaft Advent International verkauft. Seit August 2019 firmiert der Methacrylat-Verbund unter dem Namen Röhm GmbH. Das Superabsorber-Geschäft firmiert seit September 2024 als Stockhausen GmbH. Neuer Eigentümer des Superabsorbergeschäfts ist die in Deutschland ansässige Privatholding ICIG.

## Börse und Anteilseigner
Im Juni 2008 erwarb der britische Finanzinvestor CVC Capital Partners für 2,4 Milliarden Euro einen Anteil von 25,01 Prozent an Evonik. Die übrigen Aktien blieben im Eigentum der RAG-Stiftung. Im Auftrag der RAG-Stiftung sollte Evonik ursprünglich ab 2012 an die Börse gehen, aufgrund der schlechten Marktlage wurde der Börsengang jedoch verschoben. Seit dem 25. April 2013 werden die Evonik-Aktien an der Frankfurter Börse gehandelt. Vorab hatte das Unternehmen institutionellen Anlegern die Möglichkeit gegeben, rund 14 % der Aktien für 2 Milliarden Euro zu erwerben. Der rechnerische Kurs zum Ausgabezeitpunkt lag bei 30 Euro je Aktie, wobei es aber kein offizielles Angebot zur Zeichnung(shöhe) gab. Im Mai 2016 trennte sich CVC von seinen restlichen ca. 4,2 % Anteilen an Evonik.
Das Grundkapital der Gesellschaft ist aufgeteilt in 466 Millionen nennwertlose Namensaktien. Nachdem die RAG-Stiftung weitere Aktien aus ihrem Besitz verkauft hat, ist die Aktionärsstruktur wie folgt (Stand: 11. Juni 2024):
- 46 %: RAG-Stiftung
- 54 %: Streubesitz

## Hintergrund

### Gründung
Im September 2007 entstand mit der Evonik Industries ein neuer Industriekonzern mit den Geschäftsfeldern Chemie, Energie und Immobilien. Das Unternehmen ging aus dem so genannten „weißen Bereich“ der RAG Aktiengesellschaft hervor, die 1969 als Ruhrkohle AG gegründet worden war. Um auf internationalen Märkten agieren zu können, stimmte der Aufsichtsrat der RAG AG am 11. Oktober 2006 einem Formwechsel der RAG Beteiligungs-GmbH in die RAG Beteiligungs-AG zu, die den entsprechenden Bereich der RAG Aktiengesellschaft umfasste. Im Juni 2007 wurde die RAG-Stiftung gegründet. Am 30. November 2007 übertrugen die Altaktionäre E.ON, RWE, thyssenkrupp und ArcelorMittal ihre Anteile direkt oder indirekt für jeweils einen Euro auf die neugegründete RAG-Stiftung. Im September 2007 wurde das Unternehmen im Rahmen einer großen Werbekampagne in Evonik Industries AG umbenannt. Der Name Evonik wurde von Manfred Gotta kreiert. Mit dem aus dem Lateinischen abgeleiteten Präfix „Evo“ verbinde man die Assoziation „Stamm“ oder „Keim“, das Verb „evolvere“ bedeutete „sich entwickeln“. Die neue Unternehmensfarbe „Deep Purple“, ein dunkler Lilaton, soll für die Kreativität des neuen Konzerns stehen und sich von den sonst vorherrschenden Blau- und Rottönen der Firmen im DAX absetzen.

### Vorgängergesellschaften
- Chemische Fabrik Theodor Goldschmidt, gegründet: 1847 in Berlin
- Chemische Werke Hüls GmbH, gegründet: 1938 in Marl
- Röhm & Haas GmbH, gegründet: 1907 in Esslingen am Neckar
- Crefelder Seifenfabrik Stockhausen & Traiser, gegründet: 1880 in Krefeld
- Degussa, gegründet: 1873 in Frankfurt am Main

Evonik betrachtet sich unter anderem als direkter Nachfolger von Degussa, und explizit von dessen Chemiesparte. Degussa besaß in der ersten Hälfte des 20. Jahrhunderts das Tochterunternehmen Degesch, die „Deutsche Gesellschaft für Schädlingsbekämpfung“. Degesch entwickelte und produzierte als Chemiekonzern das für Vergasungen im Holocaust verwendete Zyklon B. Degussa war in dessen Produktion sowie Distribution involviert. Die Lieferungen von Zyklon B an Vernichtungslager wie Auschwitz-Birkenau übernahm das Unternehmen Testa. Testa bestand, genau wie Degesch, nach dem Zweiten Weltkrieg fort und wurde finanziell von Degesch bei einer Fusion in den 1970er Jahren unterstützt.

### Ehemalige Beteiligungen
Evonik hat seine früheren Beteiligungen in den Bereichen Energie, Immobilien sowie Hautschutz verkauft und sich nun auf das Kerngeschäft Spezialchemie fokussiert.

#### Infracor
Nach der Fusion der Hüls AG und der Degussa AG zur Degussa-Hüls AG 1999 wurde das Dienstleistungsgeschäft unter dem Namen Infracor GmbH fortgeführt. Dieser Name blieb erhalten, als die Degussa-Hüls AG 2001 mit der SKW Trostberg AG zur Degussa AG fusionierte. Seit 2007 gehört die Infracor GmbH als 100%ige Tochter der Degussa zum Evonik-Konzern. Ab dem 1. Juli 2013 wird die Betriebsführung der Infracor durch Evonik Industries wahrgenommen, an die alle Mitarbeiter übergingen.

#### Energie
Die Steag (früher: Evonik Steag GmbH) erzeugt in Nordrhein-Westfalen und im Saarland in acht Steinkohlekraftwerken mit etwa 8.000 Megawatt Leistung acht Prozent des deutschen Stroms, sie ist damit der fünftgrößte deutsche Stromerzeuger. Ende 2010 wurde ein Anteil von 51 % für 649 Mio. Euro an ein Stadtwerke-Konsortium aus dem Ruhrgebiet verkauft. Die verbliebenen 49 % wurden für 570 Mio. Euro im August 2014 ebenfalls vom Konsortium übernommen.

#### Immobilien
Die Immobilientochter Evonik Immobilien GmbH wurde durch Beschluss der Gesellschafterversammlung vom 25. November 2011 in Vivawest GmbH umfirmiert. Die Eintragung in das Handelsregister erfolgt am 14. Dezember 2011. Am 1. Januar 2012 fusionierte Vivawest mit der Wohnungsgesellschaft THS unter dem Namen Vivawest. 2013 verkaufte Evonik den Großteil seiner Anteile an Vivawest an die RAG-Stiftung, den Evonik-Pensionsfonds und das Steinkohleunternehmen RAG AG und hielt selber nur noch 10,9 %. 2015 verkaufte Evonik dann die restlichen Anteile an Vivawest an die RAG AG.

#### Hautschutz
Am Standort Krefeld war 1975 das erste Stoko Hautschutz-System (aus Hautschutz, Hautreinigung und Hautpflege) für die Industrie entstanden.
Am 31. Mai 2014 verkaufte Evonik seinen Produktbereich Stoko® Professional Skin Care (‚Stoko‘) an die Deb Group mit Sitz in Denby, Großbritannien. Der Firmenbereich heißt inzwischen Deb-Stoko und gehört der SC Johnson, USA.

## Sponsoring
Seit der Saison 2006/2007 ist Evonik (zunächst RAG Aktiengesellschaft) Hauptsponsor des Fußball-Bundesligisten Borussia Dortmund (BVB). Dieser Vertrag wurde im Februar 2012 bis zum 30. Juni 2016 verlängert; der erste Vertrag hatte eine Laufzeit bis Mitte 2013.
Am 27. Juni 2014 gaben der BVB und Evonik bekannt, den Sponsorenvertrag bis zum 30. Juni 2025 zu verlängern. Darüber hinaus wird Evonik Anteilseigner von 9,06 % des Grundkapitals der Borussia Dortmund GmbH & Co. KGaA. Evonik beteiligte sich zudem an einer im August 2014 beschlossenen Kapitalerhöhung der Borussia Dortmund GmbH & Co. KGaA und ist mit 14,78 % größter Anteilseigner beim einzigen börsennotierten Erstligisten Deutschlands.
Seit der Saison 2020/21 ist Evonik nicht mehr Trikotsponsor bei Borussia Dortmund in der Bundesliga.
Auf der Brust der BVB-Spieler war bis zur Bekanntgabe des neuen Namens Evonik im September 2007 übergangsweise nur ein Ausrufezeichen des Künstlers Otmar Alt zu sehen. Aufgrund der Umbenennung der abgekoppelten Sparte der RAG Aktiengesellschaft in Evonik wurden für die über 50.000 Dauerkarteninhaber der Saison 2007/2008 kostenlos Trikots (Heimtrikot) mit dem neuen Evonik-Logo verteilt.
Am 17. Mai 2011 spendete Evonik im Zuge eines Benefizspiels zwischen Borussia Dortmund und einer japanischen Auswahlmannschaft eine Million Euro zugunsten eines während des Tōhoku-Erdbeben 2011 zerstörten Kinderheimes im Erdbebengebiet in Tohoku/Ichinosekishi.

## Parteispenden
Im September 2014 spendete Evonik Industries insgesamt 160.000 Euro an verschiedene Parteien, davon 90.000 Euro an die SPD und 70.000 Euro an die CDU. Im November 2017 spendete Evonik Industries erneut insgesamt 160.000 Euro, davon 80.000 Euro an die SPD und 80.000 Euro an die CDU. Die Spenden wurden im November 2018 in gleicher Höhe wiederholt.
Evonik Industries gehört mit Spenden an CDU, CSU, FDP, SPD und Grüne von bisher insgesamt 2,5 Millionen Euro zu den größten Parteispendern in Deutschland.

## Darlehen der Öffentlichen Hand
Für die Finanzierung von Forschungs- und Entwicklungsaktivitäten in Europa vergab die Europäische Investitionsbank (EIB) im März 2024 ein Darlehen in Höhe von 500 Millionen Euro an den Chemiekonzern Evonik. Die Finanzierung solle dabei helfen, dass das Unternehmen umwelt- und klimafreundlicher werde.

## Umgehung der EEG-Umlage
Evonik musste für seine Eigenerzeugungsmodelle über etwa 15 Jahre bis zu einer Milliarde Euro Umlagen nach dem Erneuerbare-Energien-Gesetz (EEG) nicht abführen. Evonik griff dabei auf ein sogenanntes Scheibenpachtmodell zurück, das eine Gesetzeslücke ausnutzte, um die EEG-Umlage zu umgehen.